# Accidente del Cessna de Lesgands Jorasses de 2001
El accidente del Cessna de Lesgands Jorasses fue un accidente aéreo ocurrido el 28 de abril de 2001 en la Estancia El Socorro, a unos 17 kilómetros de la localidad de Roque Pérez en Buenos Aires, Argentina cuando un Cessna 208 Grand Caravan de Lesgands Jorasses que se dirigía a Trelew y luego a El Calafate se estrelló, falleciendo sus 10 pasajeros. Entre ellos se encontraban el entonces presidente del grupo Techint Agostino Rocca, el director de la Administración Nacional de Parques Nacionales José Luis Fonrouge, el periodista Germán Sopeña, un documentalista y una ciudadana italiana. La causa del accidente fue atribuida a la formación de hielo, exceso de peso y falta de recursos para un vuelo nocturno, por instrumentos y en condiciones meteorológicas desfavorables, entre otros factores concausales.

## Hechos
El avión Cessna matrícula LV-WSC de la empresa Lesgands Jorasses (propiedad de los Rocca) llevaba 10 personas y viajaba rumbo a la Patagonia para colocar una placa e izar la bandera de la Argentina en Punta Bandera cerca del Glaciar Perito Moreno, en el lugar donde fue izada en 1873 por Francisco P. Moreno.
Había partido del aeropuerto de San Fernando a las 4:15 de la mañana (UTC-3) y se dirigía a Trelew para llegar hasta El Calafate y cuando sobrevolaba el Partido de Roque Pérez a las 5:30, se desplomó producto de un fallo en motor. Previamente, a las 5:15 habían perdido el contacto con la torre de control en Ezeiza y el piloto, Raúl Tejerdor, había intentado aterrizar la aeronave. La zona en la que cayó el avión estaba inundada y eso dificultó el trabajo de los peritos y los bomberos, que recién a las 7 de la tarde terminaron de cortar el fuselaje de la avioneta. Los cuerpos estaban irreconocibles, fueron llevados al hospital de Cañuelas y sometidos a exámenes de ADN. Previamente, el avión fue encontrado por los peones de la estancia El Socorro a las 6 de la mañana.
Del vuelo también iba a participar el secretario de Turismo de la Nación, Hernán Lombardi, quien finalmente no pudo hacerlo porque debía reunirse con el entonces presidente, Fernando De la Rúa, que luego del accidente les hizo llegar sus condolencias a las familias de las víctimas. Expresó su "más profundo pesar por todas las víctimas" y tuvo "un recuerdo muy sentido por Agostino Rocca y por Germán Sopeña; mis condolencias a toda su familia y al diario La Nación".

## Causas
El accidente fue investigado por la Junta de Investigación de Accidentes de Aviación Civil (JIAAC) que concluyó que el accidente se produjo por pérdida de sustentación y caída en espiral hacia la derecha hasta el impacto con el terreno, por los siguientes factores:
1. Condiciones de formación de hielo en los niveles de vuelo elegidos.
2. Exceso en el peso de operación de la aeronave.
3. Ambiente de cabina poco favorable para un vuelo nocturno, por instrumentos y en condiciones meteorológicas desfavorables.
4. Inadecuado descanso previo a un vuelo, por parte del piloto.
5. Capacidad limitada de la aeronave para operar en condiciones de formación de hielo, de acuerdo con lo establecido en el Manual de Vuelo.
6. La persona que actuaba como copiloto no estaba adiestrada ni tenía experiencia para un vuelo nocturno y por instrumentos en las condiciones meteorológicas imperantes.
7. Presión y prisa por cumplir con las actividades, con poco margen en los horarios planificados.
8. Idiosincrasia y carácter de los pasajeros, en particular el que se desempeñaba en el puesto de copiloto.[4]